# Brekovice
Brekovice (Duits: Brekowitz) is een plaats in Slovenië en maakt deel uit van de gemeente Žiri in de NUTS-3-regio Gorenjska. De plaats telde 61 inwoners op 1 januari 2020.

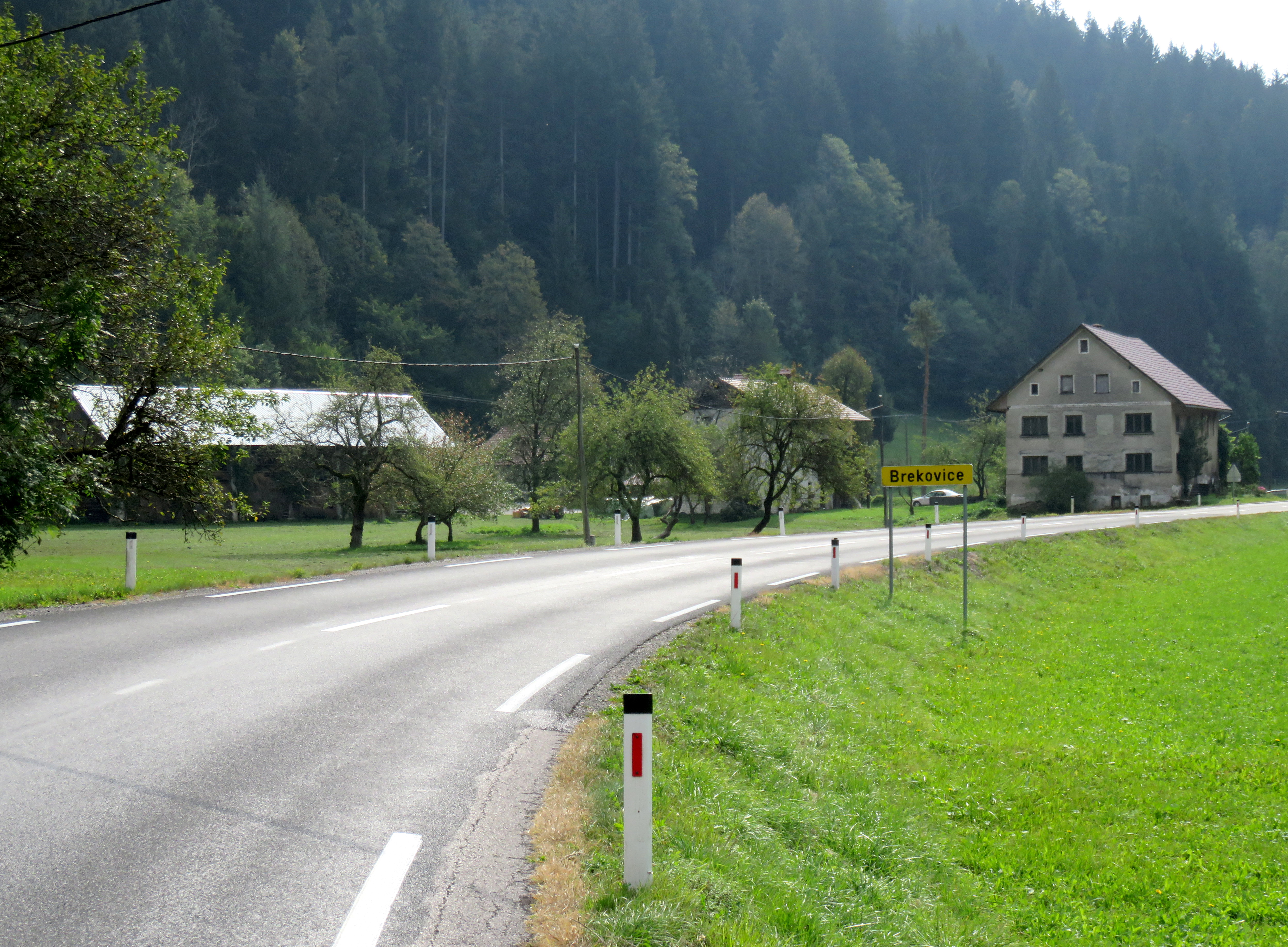
Doorgaande weg door Brekovice